# WTA Challenger de Kozerki
O WTA Challenger de Kozerki – ou Polish Open, na última edição – foi um torneio de tênis profissional feminino, de nível WTA 125.
Realizado em Grodzisk Mazowiecki, no centro-leste da Polônia, estreou em 2023 e durou uma edição. Os jogos eram disputados em quadras de duras durante o mês de agosto. Foi substituído por Varsóvia, mantendo o nome comercial.

## Finais

### Simples
| Ano  | Campeã            | Vice-campeã  | Resultado     |
| ---- | ----------------- | ------------ | ------------- |
| 2023 | Dayana Yastremska | Greet Minnen | 2–6, 6–1, 6–3 |

### Duplas
| Ano  | Campeãs                         | Vice-campeãs               | Resultado |
| ---- | ------------------------------- | -------------------------- | --------- |
| 2023 | Katarzyna Kawa Elixane Lechemia | Naiktha Bains Maia Lumsden | 6–3, 6–4  |